# Icimauna pallidipennis
Icimauna pallidipennis är en skalbaggsart som beskrevs av Martins och Maria Helena M. Galileo 2007. Icimauna pallidipennis ingår i släktet Icimauna och familjen långhorningar.
Artens utbredningsområde är Costa Rica. Inga underarter finns listade i Catalogue of Life.